# BZ Возничего
BZ Возничего (лат. BZ Aurigae) — одиночная переменная звезда в созвездии Возничего на расстоянии (вычисленном из значения параллакса) приблизительно 146258 световых лет (около 44843 парсеков) от Солнца. Видимая звёздная величина звезды — от +15,8m до +14,6m.

## Характеристики
BZ Возничего — оранжевая пульсирующая медленная неправильная переменная звезда (LB) спектрального класса K. Эффективная температура — около 3703 К.